# 자크 갬블랭

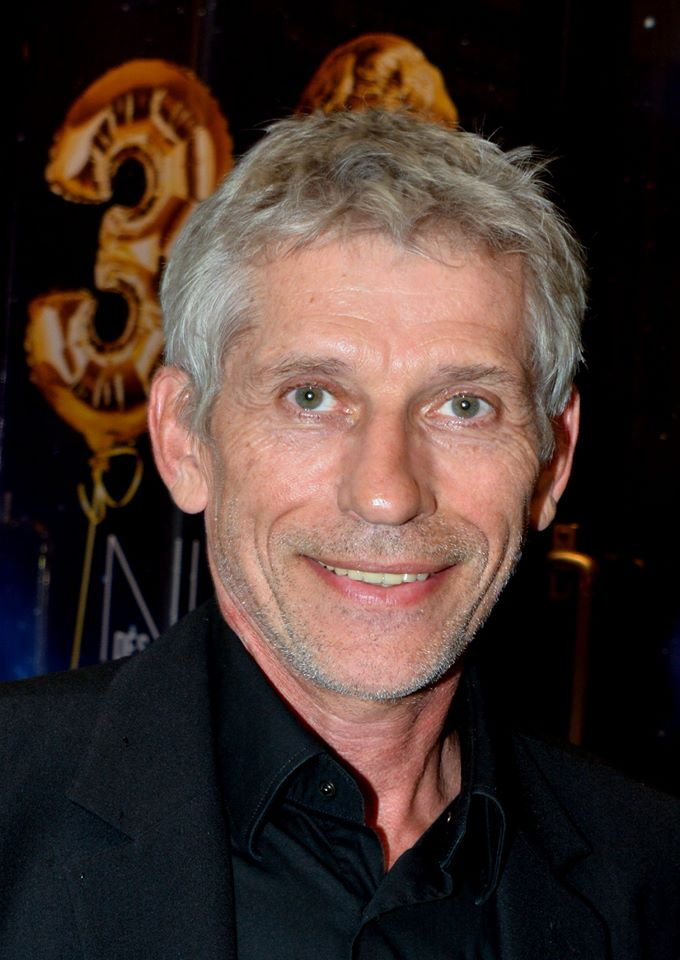

자크 갬블랭(Jacques Gamblin, 1957년 11월 16일 ~ )은 프랑스의 배우, 연극 배우, 영화배우, 무대 연출가, 영화 감독, 각본가이다.
그랑빌에서 태어났다.

## 영화
- 히포크라테스 (2014년)
- 24일 (2014년) - 델코어 역
- 위크-엔즈 (2014년)
- 땡큐, 대디 (2014년) - 폴 엠브라드 역
- 파리 카운트다운 (2013년) - 빅토르 역
- 블라인드 맨 (2012년)
- 할리데이 바이 더 씨 (2011년)
- 더 퍼스트 맨 (2011년)
- 저스트 더 쓰리 오브 어스 (2010년) - 아빠 역
- 사랑을 부르는 이름 (2010년)
- 앙리-조르주 클루조의 지옥 (2009년)
- 벨라미 (2009년)
- 어 위도우 앳 라스트 (2008년)
- 당신 삶의 첫번째 휴일 (2008년)
- 우리들의 재회 (2007년)
- 프래절 (2007년)
- 강경파 (2006년)
- 호랑이 여단 (2006, Les Brigades du Tigre)
- 랑페르 (2005년) - 피에르 역
- 홀리 롤라 (2004년)
- 도살 (2002년)
- 통행증 (2002년)
- 마드모와젤 (2000년)
- 와인이 흐르는 강 (1999년)
- 거짓말의 빛깔 (1999년) - 르네 스테른 역
- 간장 선생 (1998년) - 피에트 역
- 정숙한 자세 (1997년)
- 내 안의 남자 (1996년)
- 레 미제라블 (1995년)
- 모든 일은 그것 때문에 (1993, Tout ça… pour ça !)
- 인생 그리고 달 (1990년)